# Jaeger Ausbau
Jaeger Ausbau ist ein deutsches Bauunternehmen im Bereich Innenausbau mit Stammsitz in Dortmund. Neben der Baudienstleistung werden versetzbare Systemtrennwände, Doppelbodensysteme und Elemente für den Holzinnenausbau sowie den Glas- und Metallbau produziert.

## Tätigkeitsschwerpunkte
Als Komplettanbieter für den Innenausbau bietet das Unternehmen seine Leistungen vorrangig im Gewerkeverbund an. Dabei gibt es folgende Schwerpunkte:
- Trockenbausysteme
- Bodensysteme
- Glas- und Metallbau
- Innenausbau mit Holz und Holzwerkstoffen
- Versetzbare Systemtrennwände
- Malerarbeiten
- Haustechnik
- Projektmanagement

## Unternehmensstruktur
Jaeger Ausbau ist eine Unternehmensgruppe, bestehend aus 30 selbständigen Unternehmen (Stand: 2021) in Deutschland und der Schweiz. Führungsgesellschaft ist die Jaeger Ausbau Beteiligung GmbH + Co KG.

## Firmengeschichte
Die Ursprünge des Unternehmens gehen auf einen kleinen Isolierbetrieb von Josef Emons in Dortmund im Jahre 1936 zurück. Dieser führte Haus- und Heizungsisolierungen durch. Egon Jaeger, Co-Geschäftsführer der Firma F. Willich Isolierungen übernahm 1947 das Unternehmen und führte es unter der Bezeichnung Josef Emons fort. Ab 1957 wurde der Tätigkeitsschwerpunkt auf den Schallschutz und Trockenbau verlegt, der verstärkt Einzug in das Bauwesen hielt. 1970 übernahm Hans Jaeger, Sohn von Egon Jaeger, die Leitung des Unternehmens. 1973 entstanden in Paderborn und Geldern die ersten Niederlassungen. Aus Anlass des 100-jährigen Bestehens der Mutterfirma F. Willich im Jahre 1982 wurden alle Abteilungen von Josef Emons mit technischem Schallschutz und Hochbauakustik als Willich Akustik fortgeführt. 1991 wurde die Willich-Gruppe umstrukturiert. Die Unternehmen der Akustiksparte firmierten unter der neuen Bezeichnung Jaeger Akustik. Das Unternehmen entwickelte sich zunehmend vom Akustik- und Trockenbauunternehmen zum Komplettanbieter für Innenausbau weiter, in diesem Rahmen können nun auch Tischlerarbeiten sowie Glas- und Metallbau angeboten werden. Im Zuge dessen firmiert die Unternehmensgruppe seit 2005 unter dem Namen Jaeger Ausbau. Am 12. Mai 2011 gab das Unternehmen bekannt, dass sich der langjährige Geschäftsführer Hans Jaeger aus dem operativen Geschäft zurückzieht. Die Geschäftsführung liegt in den Händen von Johann Jaeger, Sohn von Hans Jaeger, und Thomas Weinrich.

## Auszeichnungen
- TOP100 Top-Innovator 2017 / innovativste Unternehmen in Deutschland[6]
- Rigips Trophy 2018 / Hauptpreis Kategorie Trockenbau[7]
- Rigips Trophy 2023 / Hauptpreis Kategorie Trockenbau und Sonderpreis Oberflächen[8]

## Auswahl bekannter Bauprojekte mit Beteiligung von Jaeger Ausbau
- Kunsthalle Mannheim, Neubau (Hector-Bau)[7]
- MainTor Areal, Frankfurt/Main
- The Squaire, Frankfurt/Main
- BMW-Werk Leipzig, Zentralgebäude
- Gläserne Manufaktur, Dresden
- Stadttor (Düsseldorf)
- cube berlin
- Aquis Plaza, Aachen